# بزرگراه ۷۷ آسیا
بزرگراه ۷۷ آسیا که به صورت علامت اختصاری AH-77 نشان داده می‌شود، بزرگراهی است به طول ۱۲۹۸ کیلومتر که از ولسوالی جبل‌سراج در افغانستان آغاز شده و در ماری ترکمنستان پایان می‌یابد. مسیر آن از جاده‌های زیر است :

## افغانستان
- ولسوالی جبل‌سراج - بامیان - هرات
- هرات - توراغوندی

## ترکمنستان
- سرهت آباد - ماری